# Oreobolus oligocephalus
Oreobolus oligocephalus är en halvgräsart som beskrevs av Winifred Mary Curtis. Oreobolus oligocephalus ingår i släktet Oreobolus och familjen halvgräs.
Artens utbredningsområde är Tasmanien. Inga underarter finns listade i Catalogue of Life.